# Patek Erzsébet
Patek Erzsébet (Budapest, 1918. június 26. − Budapest, 1995. augusztus 11.) régész.

## Élete
Szülei Patek Ferenc és Szentirmay Erzsébet voltak.
1936-ban érettségizett a budapesti Szilágyi Erzsébet Leánygimnáziumban, majd 1942-ben a Pázmány Péter Tudományegyetemen szerzett bölcsészdoktori oklevelet. 1963-tól a történelem (régészet) tudományok kandidátusa, 1988-tól a művészettörténeti (régészet) tudomány doktora volt.
A Pázmány Péter Tudományegyetem Magyar Föld Régészete Tanszékén Alföldi András gyakornoka, tőle kapta doktori disszertációjának témáját is. 1941-1942-ben Bécsben kutató ösztöndíjas volt. 1942-1946 között a Fővárosi Szabó Ervin Könyvtár tudományos segédkönyvtárosa, ekkor fordult tudományos érdeklődése a Hallstatt kor kutatása felé, majd 1946-1953 között a Fővárosi Múzeum őskori Osztályának muzeológusa lett. 1953 és 1955 között a Művelődési Minisztérium Múzeumi Főosztályának osztályvezetője, illetve főosztályvezető-helyettese volt. 1955 és 1958 között a Budapesti Történeti Múzeum főigazgató-helyettese, majd az MTA Régészeti Intézet ősrégészeti Osztályának osztályvezető tudományos főmunkatársa, s 1958-1983 között az Adattár vezetője volt. 1983-tól az intézmény nyugdíjas tudományos  tanácsadója. 1952-től a magyarországi kora vaskor előadó tanára volt. Előbb római kori régészettel foglalkozott, majd az őskorszak, elsősorban a kora vaskor felé fordult. Fontos eredményeket hozott a magyarországi urnasíros kultúrák kutatása és periodizációja terén, elsősorban a Hallstatt-kultúrában.
Részt vett a második világháború utáni budai várnegyed megelőző feltárásában, illetve az ún. Esterházy kincsek megmentésében. Jelentős feltárásokat végzett például Bakonyszücsön (halomsír), 1958-1962 között Mezőcsát-Hörcsögösön (temető), Neszmélyen (temető és telep), illetve 1971–1978 között ásatásokat vezetett Sopron-Várhelyen.
A MTA Régészeti Bizottságának 1954-től a 60-as évek közepéig volt a titkára. 1971–1984 között az Acta Archaeologica szerkesztőbizottságának tagja, illetve a Magyar Régészeti Topográfia munkálatainak irányítója volt. 1982-től a Deutsches Archäologisches Institut levelező tagja.

## Elismerései
- 1982 Rómer Flóris-emlékérem
- Munka Érdemrend ezüst fokozata

## Művei
- 1942 A pannoniai fibulasírok elterjedése és eredete. Egyetemi doktori értekezés. Budapest
- 1948 Az úgynevezett "dák" ezüstkincsek balkáni kapcsolatai. Antiquitas Hungarica 2.
- 1949 Néhány megjegyzés a "géta-dák" ezüstkincsek kérdéséhez. Antiquitas Hungarica 3.
- 1950 Biztosítószerkezettel készített fibulák Pannóniából. Budapest Régiségei 1950
- 1955 Koravaskor-kutatásunk néhány problémája. Adatok a Duna-könyök koravaskorának kialakulásához. Archaeologiai Értesítő
- 1958 A tököli koravaskori urnatemető. Budapest Régiségei
- 1963 Az urnasíros kultúra a Dunántúlon. Kand. értekezés. Budapest
- 1968 Die Urnenfelderkultur in Transdanubien. Budapest
- 1970 Ein Spätbronzezeitliches Grab in Bakonyszücs-Százhalom. Acta Archaeologica
- 1974 Ásatások a soproni Várhelyen [Burgstall], 1873-ban. Előzetes jelentés. Soproni Szemle
- 1975 A soproni Várhely [Burgstall] őskori földvára kutatásának 1974. évi eredményei. Soproni Szemle
- 1976 A Hallstatt-kultúra Sopron környéki csoportja. Archaeologiai Értesítő
- 1981 Die Anfänge der Siedlung und des Gräberfeldes von Sopron-Burgstall. Die Hallstattkultur. Linz
- 1982 Recent Excavations at the Hallstatt and La Tène Hill-Fort of the Sopron-Várhegy [Burgstall] and the Predecessors of the Hallstatt Culture in Hungary. British Archaeological Reports. International Series 1982
- 1982 Die hallstattzeitlichen Glasperlen Transdanubiens. Savaria
- 1982 Magyarország legkorábbi vastárgyai és ezek régészeti környezete. Iparrégészet
- 1987 A Hallstatt-kultúra kialakulásának előzményei és az idősebb Hallstatt-kultúra a Dunántúlon. Doktori értekezés. Budapest
- 1991 A Szabó Győző által feltárt „preszkíta” síranyag. A Füzesabony– Mezőcsát-típusú temetkezések újabb emlékei Heves megyében. Agria
- 1993 Westungarn in der Hallstattzeit. Acta Humaniora